# Chytolita morbidalis
Chytolita morbidalis är en fjärilsart som beskrevs av Achille Guenée 1854. Chytolita morbidalis ingår i släktet Chytolita och familjen nattflyn. Inga underarter finns listade i Catalogue of Life.